# Gerhard von Wrisberg
Gerhard von Wrisberg (1898-1986) était un officier supérieur allemand durant la Seconde Guerre mondiale. Commandant le 126e régiment d'artillerie sur le front russe, il a reçu la Croix allemande en or, en novembre 1942.

## Biographie
Gerhard von Wrisberg naît le 8 juin 1898 à Metz, une ville de garnison animée d'Alsace-Lorraine. Avec sa ceinture fortifiée, Metz est alors la première place forte du Reich allemand. Comme son compatriote Johannes Hintz, le jeune Gerhard se tourne naturellement vers le métier des armes. À la veille de la Seconde Guerre mondiale, en 1939, le Major Gerhard von Wrisberg commande le 2e bataillon du 34e Artillerie-Regiment stationné à Trèves. Wrisberg est promu Oberstleutnant, lieutenant-colonel, le 1er avril 1940. Lors de la Bataille de France, Wrisberg est affecté au 11e Artillerie-Regiment. Commandant un détachement à l'avant-garde de la 11e division d'infanterie, le lieutenant-colonel Wrisberg prend Le Mans et Angers sans encombre. Entre le 15 et le 22 juin 1940, son détachement essuie en revanche de lourdes pertes sur la Loire.
Wrisberg prend le commandement du 126e Artillerie-Regiment à Sennelager, le 15 octobre 1940. Il conservera ce commandement jusqu'en avril 1943. Lors de l'opération Barbarossa, en juin 1941, son régiment est envoyé sur le front russe. Il se bat dans le secteur de Volkhov, puis dans celui de Novgorod. À ce poste, Gerhard von Wrisberg est promu Oberst, colonel, le 1er avril 1942. Il reçoit la Deutsches Kreuz, la croix allemande en or, pour sa bravoure au combat le 24 novembre 1942. De juin à octobre 1943, le colonel Wrisberg sert dans une unité du Groupe d'armées B. De juillet à août 1944, il est affecté à la Feldkommandantur 1041, dans les Balkans. Le colonel Wrisberg termine la guerre comme prisonnier de guerre.
Gerhard von Wrisberg meurt le 8 avril 1986 à Breuna, près de Cassel, dans la Hesse.